# Bartlett (Nou Hampshire)
Bartlett és una població dels Estats Units a l'estat de Nou Hampshire. Segons el cens del 2000 tenia 2.705 habitants.

## Demografia
Segons el cens del 2000, Bartlett tenia 2.705 habitants, 1.206 habitatges, i 745 famílies. La densitat de població era de 13,9 habitants per km².
Dels 1.206 habitatges en un 26,5% hi vivien nens de menys de 18 anys, en un 48,3% hi vivien parelles casades, en un 9,2% dones solteres, i en un 38,2% no eren unitats familiars. En el 29% dels habitatges hi vivien persones soles el 9,1% de les quals corresponia a persones de 65 anys o més que vivien soles. El nombre mitjà de persones vivint en cada habitatge era de 2,23 i el nombre mitjà de persones que vivien en cada família era de 2,73.
Per edats la població es repartia de la següent manera: un 21,9% tenia menys de 18 anys, un 5,3% entre 18 i 24, un 29,5% entre 25 i 44, un 30,2% de 45 a 60 i un 13,2% 65 anys o més.
L'edat mediana era de 42 anys. Per cada 100 dones de 18 o més anys hi havia 100,1 homes.
La renda mediana per habitatge era de 39.107$ i la renda mediana per família de 43.203$. Els homes tenien una renda mediana de 30.387$ mentre que les dones 25.721$. La renda per capita de la població era de 21.631$. Entorn del 6,2% de les famílies i el 8,1% de la població estaven per davall del llindar de pobresa.